# آسته
شهر آسته (به ایتالیایی: Asti) با جمعیت ۷۴٬۵۴۹ نفر در ناحیه پیمونت در کشور ایتالیا واقع شده‌است.